# Männedorf
Männedorf este un oraș în Elveția.